# 福田口岸
福田口岸（ふくでん こうがん、慣用読み：ふくだ こうがん）は、中華人民共和国広東省深圳市福田区と香港特別行政区北区の間に位置する出入境検査場。歩道橋で香港側の落馬洲支線管制站と繋がっている。中国で最大規模の出入境検査場である。国境開放時間は6:30から22:30。
深圳側は深圳地下鉄竜華線（4号線）福田口岸駅と、香港側は港鉄東鉄支線落馬洲駅と接続している。また香港側は鉄道以外に天水囲、元朗と連絡するバスも運行されている。

## 歴史
2007年8月15日、九広鉄路落馬洲支線の開業とともに開設され、羅湖口岸に続き深圳と香港を鉄道でつなぐ2番目の国境となった。但し、羅湖口岸と異なり、香港と中国本土のレールはつながっておらず、香港への直通列車はない。

## 写真

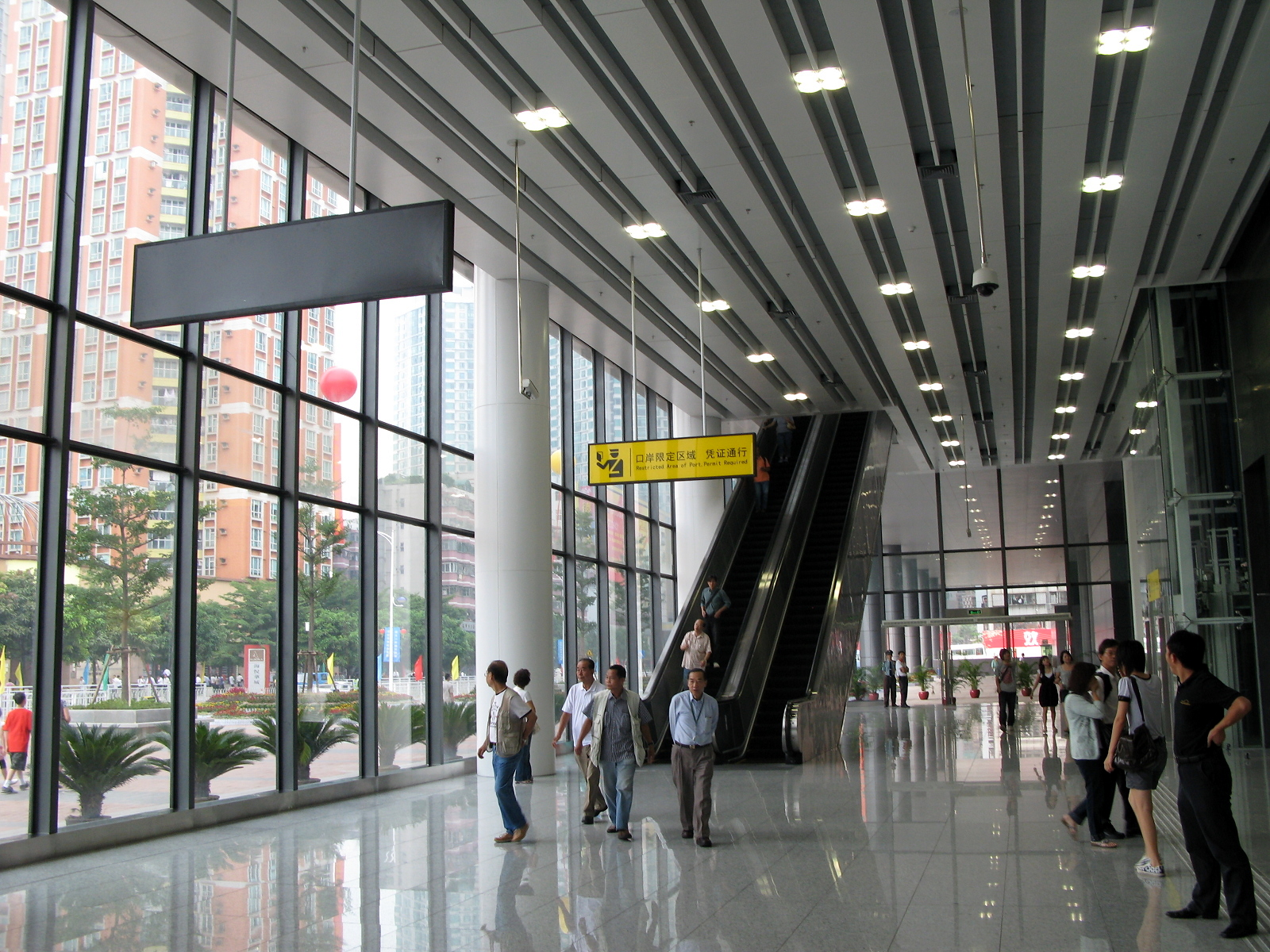
福田口岸深圳側内部
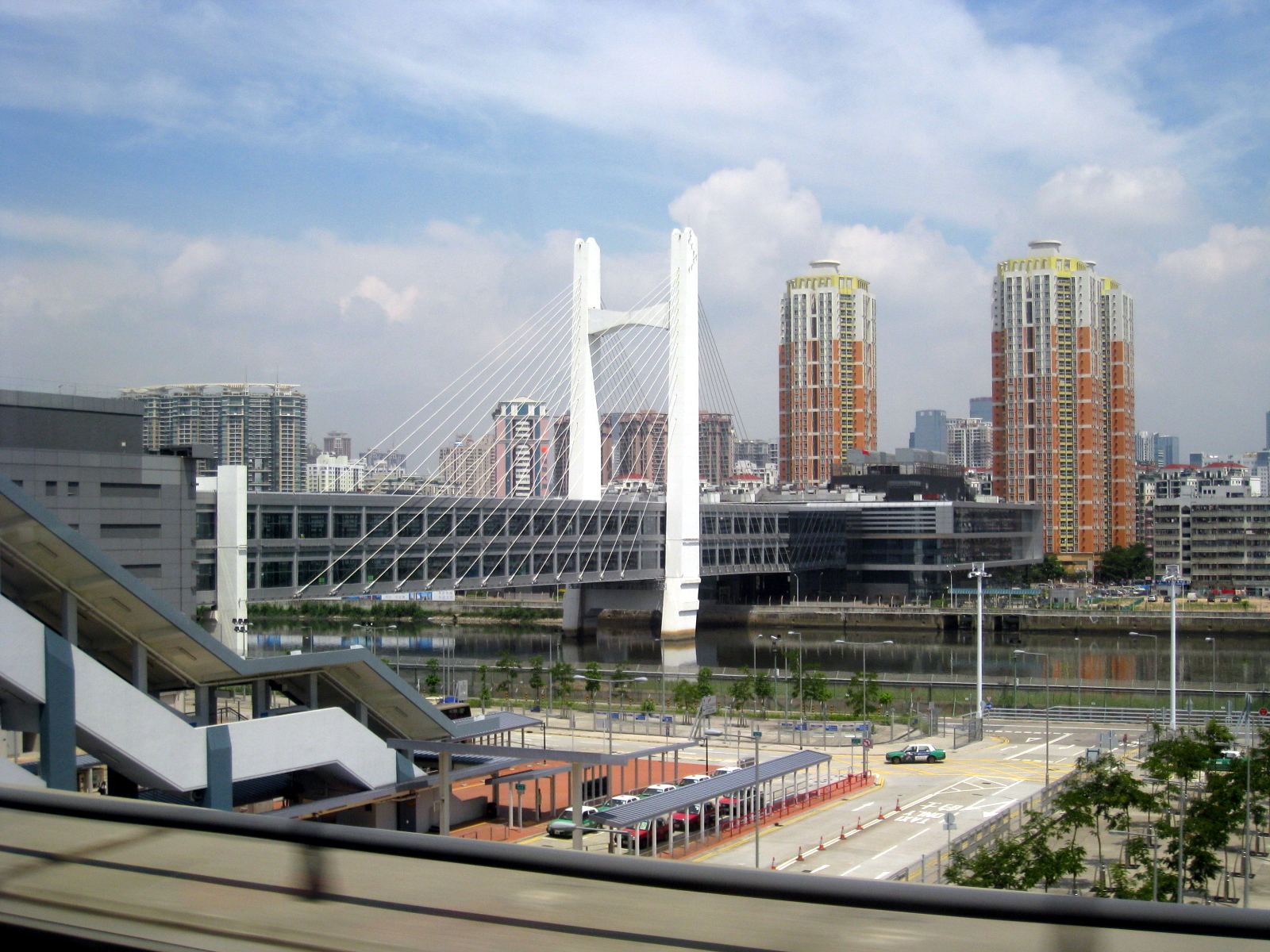
二層歩道橋が深圳河にかかり深圳と香港側を連絡
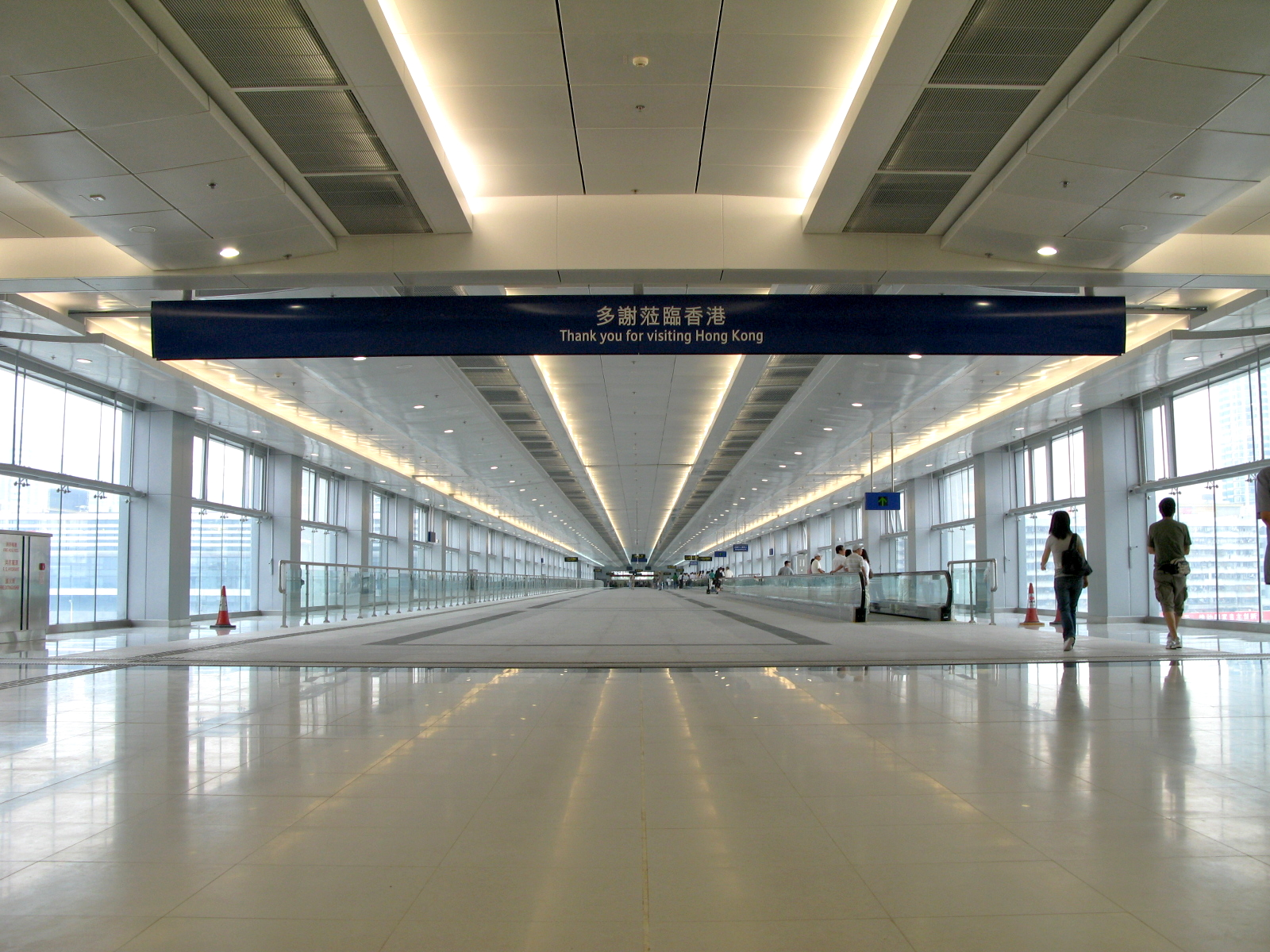
制限区域内部（香港側から深圳側）